# Смит, Хэл (бейсболист, 1930)
Харолд Уэйн «Хэл» Смит (англ. Harold Wayne «Hal» Smith, 7 декабря 1930, Уэст-Франкфорт, Иллинойс — 9 января 2020, Колумбус, Техас) — американский бейсболист, кэтчер, игрок первой и третьей баз. Выступал в Главной лиге бейсбола с 1955 по 1964 год. Победитель Мировой серии 1960 года в составе «Питтсбург Пайрэтс».

## Биография
Харолд Смит родился 7 декабря 1930 года в Уэст-Франкфорте в штате Иллинойс. Его отец Эрл был шахтёром, а в 1941 году перевёз семью в Детройт и устроился на работу маляром. Во время учёбы в школе Хэл играл в бейсбол и американский футбол, основное внимание уделяя первому виду спорта. Сразу после окончания школы Смит, бывший перспективным игроком третьей базы, подписал профессиональный контракт с клубом «Нью-Йорк Янкис».
Карьеру он начал в 1949 году, проведя десять матчей в Калифорнийской лиге и семь в Лиге пионеров. Смит быстро прогрессировал, в 1954 году он принимал участие в весенних сборах с основным составом «Янкис» и считался вторым кэтчером команды после Йоги Берра. Однако, в самом конце предсезонной подготовки Хэл заболел мононуклеозом, провёл десять дней в больнице и сильно похудел. Вместо дебюта в Главной лиге бейсбола после выздоровления он был направлен в команду AAA-лиги «Коламбус Ред Бердс». Там он провёл отличный сезон и стал лучшим отбивающим Американской ассоциации с показателем 35,0 %. Тем не менее, шансов на попадание в основной состав «Янкис» у Смита было немного и в конце 1954 года его обменяли в «Балтимор Ориолс».
В 1955 году Хэл занял место стартового кэтчера «Ориолс», дебютировал в Главной лиге бейсбола и провёл за команду 135 игр. Летом следующего года его обменяли в «Канзас-Сити Атлетикс» на Джо Гинсберга. Там он играл до 1959 года, выходя на поле кэтчером, на первой и третьей базах. Позже он вспоминал, что команда «воспитывала в игроках дух неудачников, всегда продавая лучших из них». Однако, именно в «Атлетикс» Смит провёл один из лучших сезонов в карьере, закончив 1957 год с показателем отбивания 30,3 %, а также личными рекордами по числу выбитых даблов (26) и хоум-ранов (13).
После завершения сезона 1959 года Смита обменяли в «Питтсбург Пайрэтс», где тренерский штаб рассчитывал на него как дополнение к бьющему слева кэтчеру Смоки Берджессу. В 1960 году Хэл сыграл в половине матчей регулярного чемпионата, отбивая с эффективностью 29,5 %. Особенно ему удались выездные матчи против «Лос-Анджелес Доджерс», где он выбил больше хоум-ранов, чем за весь предыдущий сезон. Вместе с командой он вышел в Мировую серию, где соперниками «Пайрэтс» стали «Янкис». Смит стал одним из героев решающего седьмого матча серии, в нижней части восьмого иннинга выбив трёхочковый хоум-ран, сделавший счёт 9:7 в пользу «Питтсбурга».
В 1961 году атакующая эффективность Хэла снизилась до 22,3 %, он сыграл всего в 67 матчах. После завершения сезона в состав Национальной лиги вошли две новых команды. На драфте расширения Смит был выбран «Хьюстоном». Весной 1962 года он стал стартовым кэтчером команды в её первом официальном матче, отличившись даблом и хоум-раном. Всего в регулярном чемпионате он сыграл в 92 матчах, отбивая с показателем 23,5 %. Весной 1963 года на сборах Хэл сломал палец на руке. Первую часть сезона он провёл в фарм-клубе «Оклахома-Сити Эйти Найнерс». В июле его вернули в «Хьюстон», где он стал дублёром молодого Джона Бейтмана. В конце сезона клуб отчислил Смита, после чего тот присоединился к «Цинциннати Редс», последней команде в его карьере.
В «Редс» видели в Смите опытного кэтчера, который мог играть вспомогательную роль, а также способствовать прогрессу молодых питчеров. Свой последний матч в Главной лиге бейсбола Хэл сыграл 22 июля. Затем его вывели из состава Цинциннати и до конца года он был кэтчером на тренировках команды. В сентябре он сыграл несколько матчей за фарм-клуб AAA-лиги «Сан-Диего Падрес», а после окончания сезона завершил карьеру игрока.
Закончив играть, Смит поселился в Хьюстоне. Он работал в отделе продаж сталелитейной компании Jessop Steele, в течение семи лет управлял собственной закусочной. Последние годы жизни Хэл провёл в Колумбусе. Он скончался 9 января 2020 года в возрасте 89 лет.